# Origin (Roman)

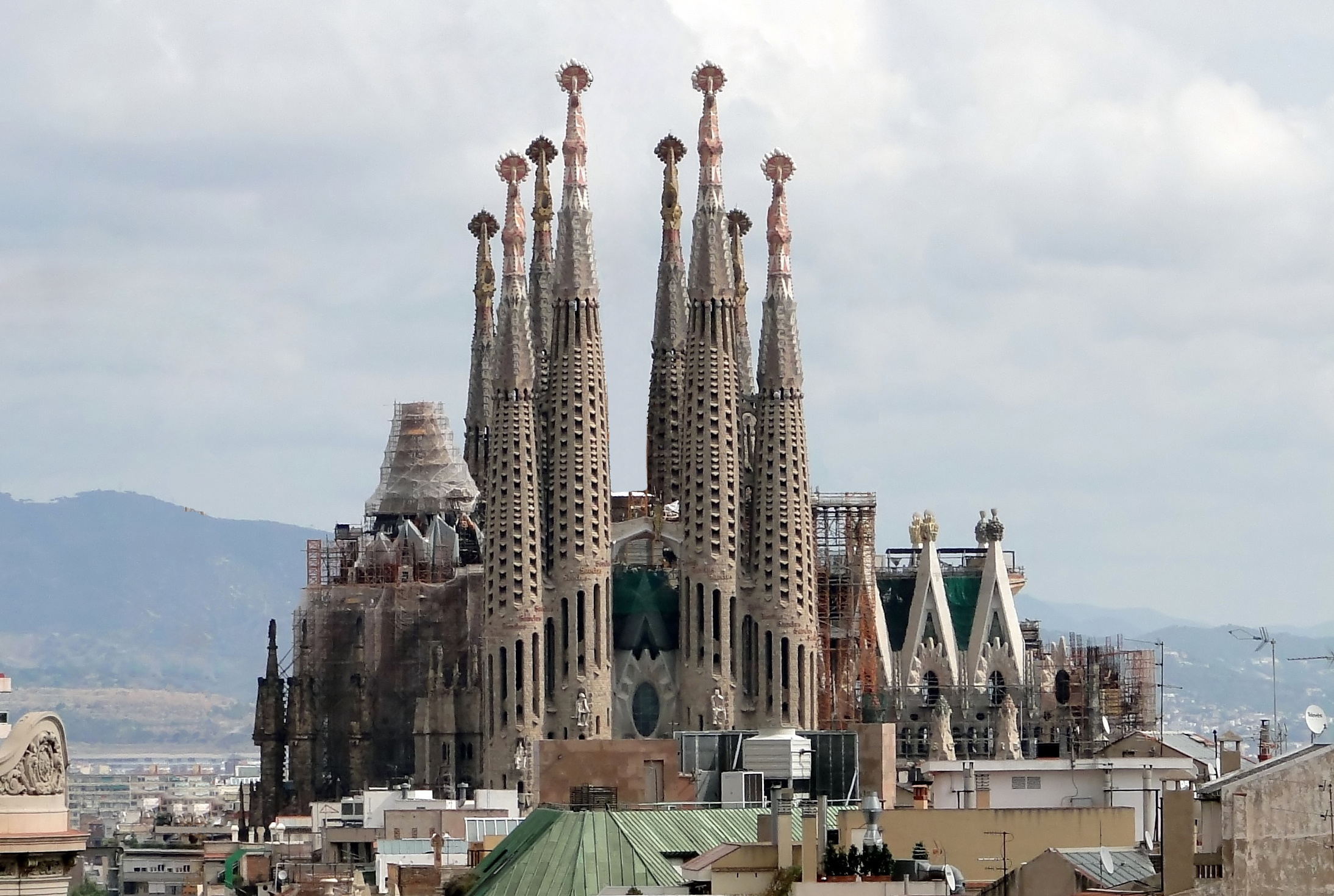
Sagrada Família, September 2009 – einer der Hauptschauplätze des Romans; die zahlreichen Baukräne wurden aus dem Bild retuschiert.

Origin (englisch für „Ursprung“) ist ein Roman des US-amerikanischen Autors Dan Brown, der im Original am 3. Oktober 2017 erschienen ist. Es handelt sich um den fünften Thriller in der Serie um den Symbolologen Robert Langdon. Die gebundene deutsche Ausgabe ist im Verlag Bastei Lübbe am 4. Oktober 2017 erschienen und enthält 670 Seiten.

## Handlung
Robert Langdon, Professor für Symbolologie an der Harvard University, wird von seinem ehemaligen Studenten und jetzigen Futurologen Edmond Kirsch in das Guggenheim Museum Bilbao zu einer großangelegten Präsentation eingeladen. Im Zuge dieser Präsentation, die die zentralen Fragen der Menschheit – Woher kommen wir? – Wohin gehen wir? – klären soll, passiert ein Attentat auf Edmond Kirsch, welches dieser nicht überlebt. Daraufhin sind Robert Langdon und Ambra Vidal (Leiterin des Museums und Verlobte des spanischen Thronfolgers) gezwungen, aus dem Museum zu fliehen. Auf der Flucht werden mehrere Orte beleuchtet und sie führt die beiden Hauptfiguren nach Barcelona, genauer in die Sagrada Familia. Der Haupterzählstrang befasst sich mit den Ereignissen um Edmonds Präsentation, die mittels eines gesuchten 47 Zeichen langen Passworts der Welt zugänglich gemacht werden soll. 
Schlussendlich kommen Langdon und Vidal an die letzte Präsentation des Wissenschaftlers heran und veröffentlichen diese. Die Antwort auf die Frage, wie das Leben auf der Erde entstanden ist, beantwortet Edmond Kirsch darin mit dem Streben der Natur nach Entropie (Unordnung). Demnach habe die Natur Leben entwickelt, um effizienter chaotische Zustände zu erreichen. Darüber hinaus hat der Erfinder entdeckt, dass die Menschheit in der jetzigen Form um das Jahr 2050 aussterben wird, weil sie sich weiterentwickelt (Transhumanismus). 
Es stellt sich heraus, dass die Computerintelligenz Winston den eigenen Erfinder ermordete, um die Entdeckungen ihres Erfinders einem um ein Vielfaches größeren Publikum bekannt zu machen. Nach Winstons Berechnungen hatte der Erfinder aufgrund einer schweren Erkrankung ohnehin nur noch neun Tage zu leben und darum an Selbstmord gedacht. Somit fasst die künstliche Intelligenz den Mord als einen Akt der Gnade und ein verschmerzbares Opfer für das große Ganze auf. Außerdem offenbart sich, dass Winston noch für weitere Todesfälle im Roman verantwortlich ist: So ließ er etwa einen Rabbi und einen muslimischen Glaubensgelehrten umbringen, da sie die Wirkung der Präsentation Kirschs gefährdeten. 

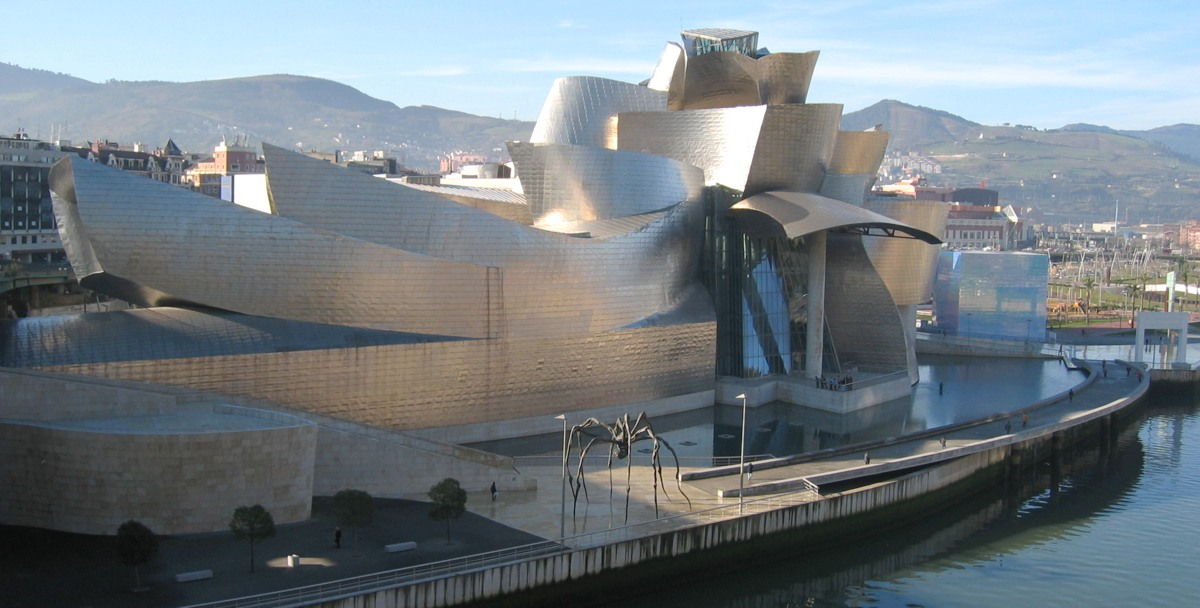
Das Guggenheim-Museum Bilbao mit der Ria des Nervión in der Innenstadt Bilbaos (von Nordosten)

## Hauptpersonen
Folgende Personen spielen in Origin eine Rolle:

### Robert Langdon
Robert Langdon ist Professor für Symbolologie und Kunstgeschichte an der Harvard University.

### Edmond Kirsch
Multimilliardär, Informatiker und ehemaliger Student von Robert Langdon. Er wird während einer Präsentation seiner bahnbrechenden wissenschaftlichen Forschungsergebnisse von Luis Avila erschossen.

### Ambra Vidal
Leiterin des Guggenheim Museums in Bilbao. Verlobt mit dem spanischen Prinzen.

### Winston
Eine hochintelligente, selbstlernende, künstliche Intelligenz, geschaffen von Edmond Kirsch. Wie in vielen anderen Büchern und Filmen entscheidet sie treffsicher, aber letztendlich fehlt Winstons Entscheidungen etwas Menschliches.

### Prinz Julián
Infant (am Ende des Romans König) von Spanien. Er bereitet sich auf seine Thronbesteigung vor. Verlobte sich mit Ambra Vidal.

### Bischof Valdespino
Katholischer Bischof im Königspalast von Madrid. Durch seine Freundschaft mit dem König von Spanien wurde er für Prinz Julián zu einem engen Familienmitglied.

### Marineadmiral Luis Avila
Luis Avila, ein Mitglied der Palmarianisch-katholischen Kirche, tritt als Attentäter auf. Seine Lebensgeschichte wird in einem parallelen Erzählstrang immer wieder beleuchtet.

## Rezeption

### Kommerzieller Erfolg
Direkt nach dem Erscheinen des Buches im Oktober 2017 konnte es sich auf Platz 1 der Spiegel-Bestsellerliste platzieren, welche der Roman im weiteren Verlauf des Jahres insgesamt  noch 9 Mal erreichte. Mit seinem bisher erfolgreichsten Roman Sakrileg platzierte sich Brown insgesamt 50 Mal auf Platz 1, aber auch „Origin“ war hinter Maja Lundes Überraschungserfolg Die Geschichte  der Bienen mit ca. 350.000 verkauften Exemplaren eines der meistverkauften Bücher in Deutschland 2017. Bei der Bewertung von den Nutzern des Webportals Krimi-Couch.de erreichte der Roman 64 von 100 Punkten, was den bisher niedrigsten Wert von Romanen dieses Autors beim Leserportal darstellt.

### Zeitgenössische Kritik
In allen Kritiken der deutschsprachigen Medien wird darauf verwiesen, dass der Autor auch in seinem 5. Buch aus der Robert Langdon Reihe sein bewährtes Prinzip anwendet, in welchem der Leser im Kampf für die Aufklärung durch eine Art Schnitzeljagd ins Umfeld von kulturellen Sehenswürdigkeiten eines bestimmten Landes geführt wird, um Geheimnisse zu lösen.
Thomas Steinfeld in der Süddeutschen Zeitung vergleicht den Stil dazu noch mit einem Computerspiel, in welchem man auch ständig Probleme beseitigen muss, um das nächste Level zu erreichen. Dabei fällt Wieland Freund von der Welt auf, dass diesmal bei der Thematik der Ermittlung des Ursprungs der Menschheit auf Grundlage der theoretischen Physik gar keine kunsthistorischen Entschlüsselungen notwendig wären. Wie Freund, findet auch Wiebke Porombka in der Zeit, dass sich der Autor in seinen Entschlüsselungen zu den großen Menschheitsrätseln zu ernst nimmt und es vermissen beide den eher humoristischen Lösungsansatz, wie in Per Anhalter durch die Galaxis.
Irene Bilal im Deutschlandfunk sieht zwar eine recht schablonenhafte Geschichte, findet aber Browns altes Rezept wieder höchst unterhaltsam präsentiert.
Für die Redakteurin der Frankfurter Allgemeinen Zeitung Rose-Maria Gropp ist der ambitionierte Thriller über nichts Geringeres als den Ursprung der Menschheit und des Lebens überhaupt nicht schiefgegangen, sondern sie sieht auch aktuelle gesellschaftliche Bezüge, so schreibt sie:
In „Origin“ geht es wesentlich auch um Fanatismus, aber Brown vermeidet jeden direkten Bezug auf den islamistischen Terror, wie er gerade in Barcelona mit dem Anschlag auf die Ramblas im vergangenen August stattfand. Er spielt freilich auf die Motive religiösen und ideologischen Wahns an. Vor dem Hintergrund der aktuellen Ereignisse in Spanien, der Zerrissenheit durch den katalanischen Separatismus, ist das Schicksal der spanischen Monarchie aus der Tradition der Reyes Católicos heraus, das in „Origin“ mitverhandelt wird, eher eine nostalgische Petitesse. Aber niemand hat je ernsthaft vermutet, dass Dan Brown historische Romane schreibt, und „Origin“ unterhält ziemlich gut; das ist schon eine ganze Menge.
Beide letztgenannten Rezensentinnen beenden dabei ihre Kritik mit einer sophistischen Feststellung des Romans: Wenn die Naturgesetze so umfassend sind, dass sie ausreichen, um Leben zu erschaffen – wer hat dann die Naturgesetze erschaffen? 